# Дражан Косорић
Дражан Косорић је ванредни професор Музичке академије Универзитета у Источном Сарајеву на Одсјеку за хармонику.

## Биографија
Студије хармонике и композиције завршио је на Државној музичкој академији “А. В. Нежданова” (Одеса, Украјина) 2003. године. Магистрирао је на Музичкој академији Универзитета у Источном Сарајеву на мултидисциплинарним студијама из предмета Историја и теорија извођаштва на хармоници и Анализа музичког дјела 2011. године. Магистрирао је и композицију на Музичкој академији Универзитета у Источном Сарајеву 2014. године. Аутор је симфонијске, камерне, инструменталне и вокално-инструменталне музике . 
У оквиру свог стваралаштва највећу пажњу посвећује хармоници. Дјела су му извођена на бројним концертима, такмичењима и фестивалима у Украјини, Русији, Литванији, Пољској, Италији, Словачкој, Аустрији, Хрватској, Србији, Словенији, Шведској и БиХ. Косорић је члан Стручног жирија и Стручног одбора Интернационалног фестивала хармонике АКОРДЕОН АРТ (Источно Сарајево, Б и Х, 2010., 2011., 2012., 2013. и 2014. г.) и члан Организационог одбора истог фестивала (2010., 2011., 2012. г.).  

## Фестивали и награде
Учествовао је у раду Стручног жирија Осмог Међународног такмичења акордеониста „Санок 2006“ (Пољска). 
Члан је Асоцијације за његовање академске музике „Нови звук“ (Источно Сарајево, БиХ) и Асоцијације „Нова музика“ (Одеса, Украјина). 
Као композитор учествовао је на Међународном фестивалу савремене умјетности „TWO DAYS AND TWO NIGHTS OF NEW MUSIC“ у Одеси (2003., 2005., 2008., 2010 и 2015.. г.). 
Композиција Д. Косорића Пуста земља за хармонику соло награђена је у категорији Best New Original Work (Classical) на 67. Свјетском Купу хармонике, одржаном у Салзбургу (Аустрија) од 27. октобра до 2. новембра 2014. године.  
Оснивач је и умјетнички руководилац Оркестра хармоника Музичке академије, са којим има забиљежене наступе на значајним манифестацијама, као што је Интернационални фестивал хармонике „Акордеон арт“ (2010., 2011., 2012., 2013. и 2014. г.). Студенти у класи Д. Косорића (хармоника и камерна музика) освојили су више награда на домаћим и међународним такмичењима, као што су: 17. Такмичење музичких школа Републике Српске (Бања Лука), Девето такмичење ученика и студената музике (Ливно), 15. Отворено федерално такмичење ученика и студената музике (Сарајево), 35. Међународни сусрет хармоникаша (Пула), Даворин Јенко (Београд), , Дани хармонике (Угљевик), Акордеон арт (Источно Сарајево) и др.  